# Joseph Fecteau
Joseph Fecteau, né le 23 août 1907 à Sainte-Marie et décédé en décembre 1939 au Labrador, est un pilote de brousse et pionnier de l'aviation civile au Québec. Il est le frère du pilote de brousse Arthur Fecteau et l'oncle du pilote de brousse Thomas Fecteau.

## Biographie
Joseph Fecteau naît le 23 août 1907 à Sainte-Marie, en Beauce.
C'est en 1929 que Joseph Fecteau se tourne vers la carrière de pilote. Il commence ses cours de pilotage à Québec et obtient rapidement sa licence de vol privé. Son frère Arthur se lance lui aussi, quelques années plus tard, dans la carrière de pilote. Ensemble, ils gagnent d'abord leur vie en offrant des tours d'avion au public et en assurant des voyages d'affaires et touristiques.
En 1936, Joseph Fecteau est engagé chez Quebec Airways, sur la Côte-Nord. Il y œuvre à titre d'assistant et de mécanicien du pilote Roméo Vachon, ainsi qu'à la lutte contre les feux de forêt pour la Canadian Airways.
Joseph Fecteau décède en service, dans des circonstances tragiques. Le 12 septembre 1939, Joseph Fecteau quitte Baie-Comeau pour un vol d'inspection du territoire forestier, au Labrador. Il est accompagné de J.-C. Côté, arpenteur, ainsi que de G.H. Davidson, employé d'une papeterie montréalaise. En raison d'un épais brouillard, le pilote s'écarte de sa route et finit par se poser en forêt, au Labrador. Sans communication radio, ils trouvent refuge dans une cabane de trappeur située à environ 300 miles au sud d'Hopendale. Des recherches sont entamées pour retrouver les trois hommes, sans succès. Les corps des trois hommes sont retrouvées par James McNeil, trappeur autochtone, le 28 février 1940, dans sa cabane de la Baie Kaipokok. Les corps des défunts sont rapatriés en avril,.

## Toponymie
La rue Fecteau à Sept-Îles est nommée en l'honneur de Joseph Fecteau.

## Divers
Il est l'oncle du pilote de brousse Thomas Fecteau, qui commence sa carrière en 1947. C'est Joseph Fecteau qui lui offre son baptême de l'air et qui influence le choix de carrière de son neveu.
Le film « Les naufragés du Labrador » de François Floquet, parut en 1991, est inspiré de la fin tragique de Joseph Fecteau et de ses acolytes.

### Filmographie
- François Floquet, Les naufragés du Labrador, 1991, 85 min 30 s Long-métrage de fiction basé sur l'histoire de l'écrasement au Labrador.
- Denis Boivin, L'amour a des ailes, 2015, 78 min [voir en ligne] Documentaire sur Thomas Fecteau et Françoise Gaudreau.